# وانغ شياو (لاعب كرة قدم)
وانغ شياو (بالصينية: 王霄) (30 أغسطس 1979 بشنيانغ في الصين - ) هو لاعب كرة قدم صيني في مركز الدفاع. شارك مع منتخب الصين لكرة القدم. أما مع النوادي، فقد لعب مع نادي تيانجين تيدا وYunnan Hongta F.C. ‏.

## وصلات خارجية
- وانغ شياو (لاعب كرة قدم) على موقع قاعدة بيانات كرة القدم.إي يو (الإنجليزية)
- وانغ شياو (لاعب كرة قدم) على موقع ناشيونال فوتبول تيمز (الإنجليزية)
- وانغ شياو (لاعب كرة قدم) على موقع Soccerway.com (الإنجليزية)